# 堀井哲也
堀井 哲也（ほりい てつや、1962年1月31日 - ）は、社会人野球選手（外野手）・指導者。現在、慶應義塾体育会野球部監督。過去にJR東日本監督を務めた。

## 経歴
静岡県田方郡函南町出身。静岡県立韮山高等学校入学後「打球が外野に飛ばなくなった」という理由で1年秋から左打ちに変更し、猛練習の末2年夏からレギュラーを獲得。慶應義塾大学では入学後に野球部の門を叩いたが、3年までは代打の2打席しかリーグ戦出場がなく、4年春の慶早3回戦で初のスタメン出場。卒業後は三菱自動車川崎に入社したが、現役生活は4年と短かった。この間垣野多鶴監督に師事している。
現役引退後は1988年からコーチ・マネージャーを務め、1993年に三菱自動車岡崎の創部に伴って転籍した。1997年からは監督に就任、激戦の東海地区にあってチームをまたたく間に都市対抗野球・日本選手権の常連へと押し上げ、山口和男・岩下修一・竹原直隆などのプロ野球選手を育てた。
2004年シーズン途中で三菱自動車岡崎の野球部が活動停止となり、翌2005年からはJR東日本に移籍。ここでも寺内崇幸・田中広輔・田嶋大樹などをプロへ送り出している。
JR東日本では都市対抗野球大会で2005年は2回戦敗退、2006年はベスト4、2007年は準優勝と徐々にステップアップし、2011年は決勝で垣野率いるNTT東日本を破り、チームを初の頂点に導いた。
2019年12月より、大久保秀昭（JX-ENEOS監督に復帰）の後任として慶應義塾体育会野球部監督に就任。15年間務めたJR東日本の後任監督は濵岡武明。2021年には第70回全日本大学野球選手権記念大会で大学日本一に導いた。
2023年9月、大学野球日本代表の監督に就任した。任期は2年。

## 輩出したNPB選手
通算して10年以上企業、大学野球部の指揮を執っており、多数の教え子がNPBチームからドラフト指名を受けた。
三菱自動車岡崎時代
- 谷佳知：外野手（1996年オリックス・ブルーウェーブドラフト2巡）
- 山口和男：投手（1999年オリックスドラフト1巡）
- 岩下修一：投手（1999年オリックスドラフト4巡）
- 福川将和：捕手（2001年ヤクルトスワローズドラフト5巡）
- 竹原直隆：外野手 (2004年千葉ロッテマリーンズドラフト４巡)
- 齋藤俊雄：捕手（2004年横浜ベイスターズドラフト10巡）
- 菊地正法：投手（東邦ガス経由：2006年中日ドラゴンズ 大学生・社会人ドラフト4巡）
- 榊原諒：投手（関西国際大経由：2008年オリックス ドラフト2巡）
- 森田丈武：内野手（香川オリーブガイナーズ経由：2008年東北楽天ゴールデンイーグルス 育成選手ドラフト1巡）

JR東日本時代
- 松井光介：投手（2005年ヤクルト大学生・社会人ドラフト3巡）
- 寺内崇幸：内野手（2006年読売ジャイアンツ大学生・社会人ドラフト6巡）
- 鈴木誠：投手（2006年巨人育成ドラフト1巡）
- 小林太志：投手（2007年横浜 大学生・社会人ドラフト1巡）
- 中尾敏浩：外野手（2007年ヤクルト大学生・社会人ドラフト5巡）
- 小杉陽太：投手（2008年横浜ドラフト5巡）
- 十亀剣：投手（2011年埼玉西武ライオンズドラフト1位）
- 縞田拓弥：内野手（2011年オリックスドラフト2位）
- 川端崇義：外野手（2011年オリックスドラフト9位）
- 戸田亮：投手（2012年オリックスドラフト6位）
- 吉田一将：投手（2013年オリックスドラフト1位）
- 田中広輔：内野手（2013年広島東洋カープドラフト3位）
- 阿知羅拓馬：投手（2013年中日ドラフト4位）
- 飯田哲矢：投手（2014年広島ドラフト6位）
- 坂寄晴一：投手（2014年オリックスドラフト6位）
- 西野真弘：内野手（2014年オリックスドラフト7位）
- 石岡諒太：内野手（2015年中日ドラフト6位）
- 関谷亮太：投手（2015年ロッテドラフト2位）
- 東條大樹：投手（2015年ロッテドラフト4位）
- 進藤拓也：投手（2016年DeNAドラフト8位）
- 田嶋大樹：投手（2017年オリックスドラフト1位）
- 板東湧梧：投手（2018年福岡ソフトバンクホークスドラフト4位）
- 太田龍：投手（2019年]巨人ドラフト2位）
- 伊藤将司：投手（2020年阪神タイガースドラフト2位）
- 山田龍聖：投手 (2021年巨人ドラフト2位)

　
慶應義塾大学監督時代
- 木澤尚文：投手（2020年ヤクルトドラフト1位）
- 正木智也：外野手 (2021年ソフトバンクドラフト2位)
- 渡部遼人：外野手 (2021年オリックスドラフト４位)
- 萩尾匡也：外野手 (2022年巨人ドラフト2位)
- 橋本達弥：投手 (2022年DeNAドラフト5位)
- 長谷部銀次：投手 (2022年広島ドラフト6位)※トヨタ自動車経由
- 廣瀨隆太：内野手　(2023年ソフトバンクドラフト3位)